# Acacia neilii
Acacia neilii é uma espécie de leguminosa do gênero Acacia, pertencente à família Fabaceae.